# Palaeodiadema
Genre
Palaeodiadema est un genre éteint d'oursins de la famille des Diadematidae dont les espèces vivaient au Crétacé.

## Description
Ce sont des oursins dits « réguliers » : ils se caractérisent par un test (coquille) de forme ronde, et presque uniformément couvert de radioles (piquants) réparties sur tout le corps, mais plus longues sur la partie supérieure.

La bouche (appelée « péristome ») se situe au centre de la face inférieure (dite face « orale »), et l'anus (appelé « périprocte ») à l'opposé, soit au sommet du test (à l'« apex » de la face aborale).

Ce genre est caractérisé par plusieurs traits squelettiques, dont un test fragile quoique entièrement soudé.

Le disque apical est monocyclique ou hémicyclique (aucun échantillon n'est connu). Les ambulacres sont droits, mesurant un tiers de la largeur des interambulacres.
 
Les paires de pores sont non conjuguées, formant des arcs trois par trois, et se rapprochant vers la bouche pour former de petits phyllodes.
 
Les plaques ambulacraires sont trigéminées, et portent un unique et gros tubercule primaire par plaque. 

Les interambulacres sont larges, avec des plaques ambitales plus larges que hautes.
 
Chaque plaque ambitale porte un tubercule primaire ; tous les tubercules sont perforés et crénulés. Des tubercules secondaires plus petits entourent les primaires, de chaque côté.

Le péristome est large, avec des encoches buccales arrondies et peu profondes.

Les radioles sont très longues, fines, creuses, et verticillées.
Ce genre est mal connu, le matériel fossile étant très limité et mal conservé ; il semble extrêmement proche morphologiquement de Centrostephanus.
Ce genre semble avoir vécu à la fin du Crétacé, du Santonien au Danien, en Europe occidentale.

## Liste d'espèces
Selon World Register of Marine Species (5 avril 2021) :
- † Palaeodiadema gauthieri Lambert, 1931c (Turonien, Maghreb)
- † Palaeodiadema multiforme Ravn, 1928 (Danien-Santonien, Danemark)
- † Palaeodiadema reingardae Kutscher, 1985